# 分子动力学

分子動力學的例子
簡單系統中的模擬: deposition of one copper (Cu) atom on a cold crystal of copper (Miller index (001) surface). Each circle represents the position of one atom. The kinetic energy of the atom approaching from the top is redistributed among the other atoms, so instead of bouncing off it remains attached due to attractive forces between the atoms.

Molecular dynamics simulations are often used to study biophysical systems. Depicted here is a 100 ps simulation of water.

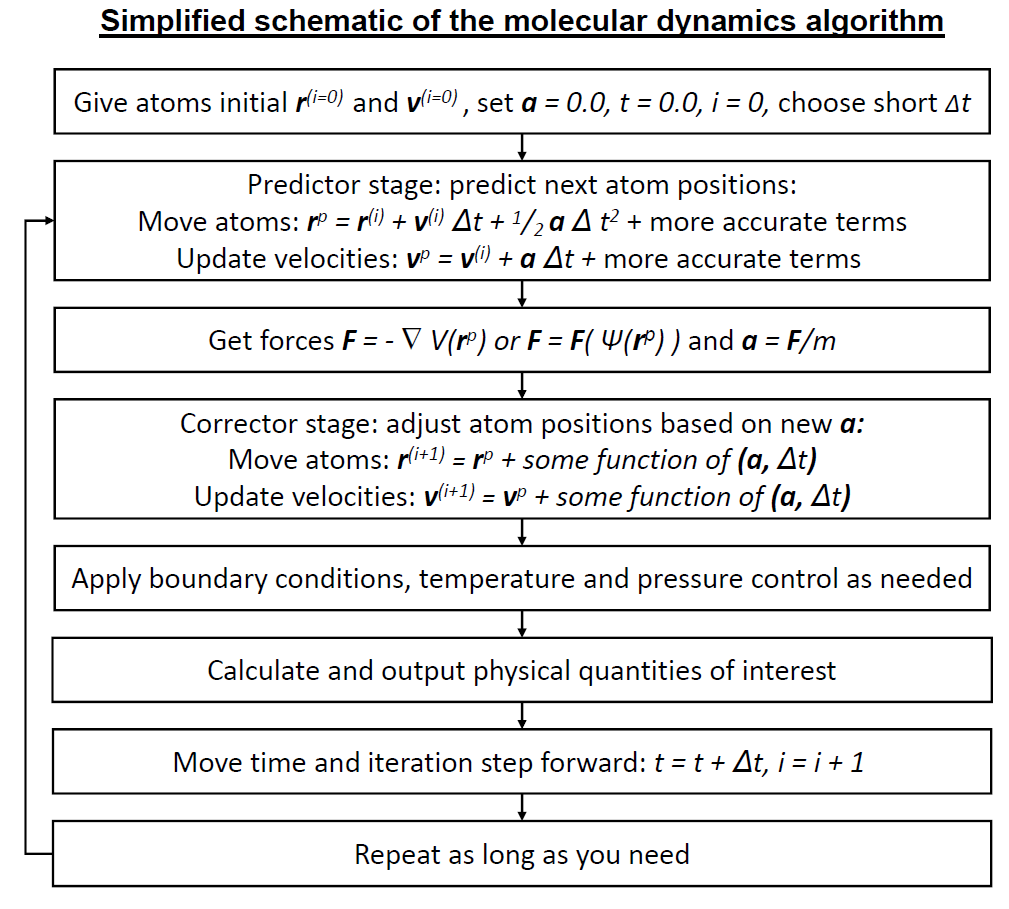
A simplified description of the standard molecular dynamics simulation algorithm, when a predictor-corrector-type integrator is used. The forces may come either from classical interatomic potentials (described mathematically as) or quantum mechanical (described mathematically as) methods. Large differences exist between different integrators; some do not have exactly the same highest-order terms as indicated in the flow chart, many also use higher-order time derivatives, and some use both the current and prior time step in variable-time step schemes.

分子动力学是一套分子模拟方法，该方法主要是依靠计算机来模拟分子、原子体系的运动，是一种多体模拟方法。通过对分子、原子在一定时间内运动状态的模拟，从而以动态观点考察系统随时间演化的行为。通常，分子、原子的轨迹是通过数值求解牛顿运动方程得到，势能（或其对笛卡尔坐标的一阶偏导数，即力）通常可以由分子间相互作用势能函数、分子力学力场、全始計算给出。对于考虑分子本身的量子效应的体系，往往采用波包近似处理或采用量子力学的费恩曼路径积分表述方式处理。
分子动力学也常常被采用作为研究复杂体系热力学性质的采样方法。在分子体系的不同状态构成的系综中抽取样本，从而计算体系的构型积分，并以构型积分的结果为基础进一步计算体系的热力学量和其他宏观性质。
分子动力学最早在20世纪50年代由物理学家提出，如今广泛应用於物理、化学、生物体系的理论研究中。

## 分子動力学简史
- 1957年：基于刚球势的分子動力学法（Alder and Wainwright）
- 1964年：利用Lennard-Jones势函数法对液态氩性质的模拟（Rahman）
- 1971年：模拟具有分子团簇行为的水的性质（Rahman and Stillinger）
- 1977年：约束动力学方法（Rychaert, Ciccotti & Berendsen; van Gunsteren）
- 1980年：恒压条件下的动力学方法（Andersen法、Parrinello-Rahman法）
- 1983年：非平衡态动力学方法（Gillan and Dixon）
- 1984年：恒温条件下的动力学方法(Berendsen et al.)
- 1984年：恒温条件下的动力学方法（Nosé-Hoover法）
- 1985年：第一原理分子動力学法（→Car-Parrinello法）
- 1991年：巨正则系综的分子动力学方法（Cagin and Pettit）
- 1993年：路径积分分子动力学

## 基本步骤
- 确定起始构型

进行分子动力学模拟的第一步是确定起始构型， 一个能量较低的起始构型是进行分子模拟的基础 ，一般分子的起始构型主要来自实验数据或量子化学计算。
在确定起始构型之后要赋予构成分子的各个原子速度，这一速度是根据玻尔兹曼分布随机生成的，由于速度的分布符合玻尔兹曼统计，因此在这个阶段，体系的温度是恒定的。另外，在随机生成各个原子的运动速度之后须进行调整，使得体系总体在各个方向上的动量之和为零，即保证体系没有平动位移。
- 进入平衡相

由上一步确定的分子组建平衡相，在构建平衡相的时候会对构型、温度等参数加以监控。
- 进入生产相

进入生产相之后体系中的分子和分子中的原子开始根据初始速度运动，可以想象其间会发生吸引、排斥乃至碰撞，这时就根据牛顿力学和预先给定的粒子间相互作用势来对各个粒子的运动轨迹进行计算，在这个过程中，体系总能量不变，但分子内部势能和动能不断相互转化，从而体系的温度也不断变化，在整个过程中，体系会遍历势能面上的各个点（理论上，如果模拟时间无限）。计算分析所用样本正是从这个过程中抽取的。
- 计算结果

用抽样所得体系的各个状态计算当时体系的势能，进而计算构型积分。

## 作用势与动力学计算
作用势的选择与动力学计算的关系极为密切，选择不同的作用势，体系的势能面会有不同的形状，动力学计算所得的分子运动 和 分子内部运动的轨迹也会不同，进而影响到抽样的结果和抽样结果的势能计算，最初的分子动力学计算采用比较简单的刚球势，现在更多地采用兰纳-琼斯势，后者能够更好的与粒子间相互作用拟合。

## 时间步长与约束动力学
分子动力学计算的基本思想是赋予分子体系初始运动状态之后利用分子的自然运动在相空间中抽取样本进行统计计算，时间步长就是抽样的间隔，因而时间步长的选取对动力学模拟非常重要。太长的时间步长会造成分子间的激烈碰撞，体系数据溢出；太短的时间步长会降低模拟过程搜索相空间的能力，因此一般选取的时间步长为体系各个自由度中最短运动周期的十分之一。 
但是通常情况下，体系各自由度中运动周期最短的是各个化学键的振动，而这种运动对计算某些 宏观性质 并不产生影响，因此就产生了屏蔽分子内部振动或其他无关运动的约束动力学，约束动力学可以有效地增长分子动力学模拟的时间步长，提高搜索相空间的能力。 

## 应用
分子动力学的计算过程给定了体系的总能量，因此适用于对微正则系综的模拟计算，另外由于分子动力学计算过程始终是时间的函数，因此一些与时间有关的宏观量如扩散系数的模拟必须应用分子动力学。 
另外，在实际应用中，经常把分子动力学方法和蒙特·卡罗方法联合使用。
在近年，多尺度模拟计算已经得到了很多学者的关注。在多尺度模拟计算中，分子动力学方法研究纳米级现象，蒙特·卡罗方法研究微观形态，有限元方法应用于宏观领域。通过多种尺度的多种模拟计算方法的联合应用，令纳观与宏观联结起来。